# Minuta (geografia)
Minuta geograficzna – jednostka do pomiaru kątów (minuta kątowa) pomiędzy równikiem a równoleżnikiem przechodzącym przez dany punkt na Ziemi (tylko szerokość geograficzna), lub południkiem zerowym a południkiem przechodzącym przez dany punkt na Ziemi (tylko długość geograficzna).
Na powierzchni Ziemi odcinek jednej minuty geograficznej równa się ok. 1,85 km wzdłuż każdego południka i tyle samo po obwodzie równika. Im dalej od równika na północ lub południe, tym odcinek minuty kątowej po obwodach kolejnych równoleżników jest mniejszy, a na samych biegunach geograficznych odcinek ten skraca się do zera. 
1 minuta = 60 sekund = 3600 tercji = 216000 kwart = 1/60 stopnia
czyli
 1′ = 60″ = 3600‴ = 216000⁗ = 1/60° 